# George Lesnea

George Lesnea, în aprilie 1977, dând autografe la lansarea volumului Poeme, la Librăria „Calistrat Hogaș” din Piatra-Neamț

George Lesnea (pseudonim al lui George Glod; n. 25 martie 1902, Iași – d. 6 iulie 1979, Iași) a fost un poet și traducător român.
A fost fiul lui Ileana și Doroftei Glod, căruțaș.
După absolvirea școlii primare la Iași, a intrat ucenic la tipografia revistei „Viața Românească". Ulterior, a lucrat ca tipograf, funcționar la tipografii și edituri, bibliotecar la Baroul Iași și redactor la „Iașul literar".
În perioada cât a fost tipograf la Viața Românească, prin intervenția lui Ionel Teodoreanu, Editura Cartea Românească i-a publicat lui Lesnea o traducere în versuri din Lermontov, pentru că poetul știa limba rusă.

## Cariera literară
Format în cercul revistei "Viața Românească", a fost încurajat și sprijinit de Ionel Teodoreanu și Garabet Ibrăileanu.
A debutat în 1922 cu poezia Din adâncuri, în revista ieșeană „Gândul nostru", și editorial în 1931, cu volumul de versuri Veac tânăr.
A colaborat la „Viața românească", „Adevărul literar și artistic", „Pagini moldovene", „Cuvântul liber", „Gândirea", „Bilete de papagal", „Însemnări ieșene", „Contemporanul", „Iașul literar", „Gazeta literară", „Cronica", „Convorbiri literare", „România literară" etc.

## Cariera de traducător
George Lesnea a început prin a traduce din Henrik Ibsen (1923) și din Heinrich Heine (1927), dar, cunoscând limba rusă, s-a orientat spre autori ruși.
Primul poet rus din care a tradus George Lesnea a fost Mihail Lermontov, din care a publicat un grupaj de versuri, în 1923 în „Tribuna ceferistă”, apoi Stanțe în „Adevărul literar și artistic”, 1927, și „Gândul nostru”, 1927.
A continuat cu Serghei Esenin, în 1932, ale cărui versuri traduse în română au apărut în marile reviste ale timpului: „Viața Românească”, „Adevărul literar și artistic”, „Însemnări ieșene”, „Iașul literar”, „Revista Fundațiilor Regale”, „Adevărul”, pentru ca în 1937, la „Librăria Socec”, să apară volumul Poeme de Serghei Esenin. Traducerile lui George Lesnea au făcut din Esenin un fel de Coșbuc al românilor, traduceri ”perfecte” cu rime și ritmuri care nu sunt decât parțial specifice poeziei lui Esenin în original. Una din poeziile lui Serghei Esenin, Заметался пожар голубой, tradusă din rusă de George Lesnea cu titlul "Focul vânăt", a fost pusă pe muzică de Ducu Bertzi și Nicu Alifantis.
În 1946 Lesnea a fost premiat pentru traduceri din Aleksandr Pușkin. Din 1951, revistele „Iașul nou” și „Viața Românească” au început să publice fragmente din romanul în versuri Evgheni Oneghin în versiunea lui Lesnea.

## Adaptarea la vremuri
George Lesnea a scris ode și pentru Carol al II-lea al României, pentru Ion Antonescu, căruia i-a fost sergent pe front, pentru industriașul Nicolae Malaxa, dar și pentru Partidul Comunist Român și pentru Nicolae Ceaușescu.
Când Regele Carol al II-lea era sărbătorit pentru 10 ani de Domnie, în ediția din 1 iunie 1940 revista Însemnări ieșene, sub conducerea lui Mihail Sadoveanu, Mihai Codreanu și Grigore T. Popa, publica poezia "Cântec pentru Regele nostru" de George Lesnea, în care apăreau următoarele versuri:
„Tu ne ești Părintele
 Ți-s de foc cuvintele
De prin toate luncile
Îți sfințim poruncile
Ești podoaba ramului
Răsăritul neamului”
Versurile închinate lui Malaxa își aveau o motivație materială: după ce, prin 1939, Ionel Teodoreanu îi vorbise lui Malaxa de tinerii scriitori George Lesnea, Tudor Arghezi, Geo Bogza și Lucia Demetrius, acesta le-a acordat lunar un ajutor bănesc, fără nici o obligație, până la plecarea sa din țară, prin anul 1947.
Când vremurile s-au schimbat, a scris cunoscutele versuri de adeziune la ideologia P.C.R.::
„Partidul e-n toate
E-n cele ce sunt
Și-n cele ce mâine vor râde la soare
E-n pruncul din leagăn
Și-n omul cărunt,
E-n viața ce veșnic nu moare.”
În particular, George Lesnea își justifica această poezie afirmând că de fapt el este un poet religios și că aceste versuri sunt de fapt un imn religios în care cuvântul “Dumnezeu” a fost înlocuit cu “partid”.

## Ultimii ani
După cel de-al Doilea Război Mondial, până spre apusul vieții, George Lesnea venea în fiecare vară la Mănăstirea Agapia. Când i s-a cerut fotografia pentru a completa Galeria portretelor scriitorilor din muzeul mănăstirii, sub chipul său, George Lesnea a scris aceste versuri:
„Al Agapiei parfum
M-a vrăjit în tinerețe
Și îl simt cu drag și-acum
Când o văd la bătrânețe.”
George Lesnea a decedat la 6 iulie 1979, la Iași și a fost înmormântat la Cimitirul Eternitatea din Iași.

## Premii și distincții
Activitatea literară i-a fost răsplătită prin importante premii:
- Premiul „Demostene Constantinidi" al Academiei Române (1935)
- Premiul Societății Scriitorilor Români pentru poezie (1939)
- Ordinul Meritul Cultural, în gradul de Cavaler cl. II, pentru litere (1 februarie 1943)[15]
- Premiul de Stat pentru literatură (1954)
- Ordinul Muncii clasa a III-a (30 decembrie 1957) „cu ocazia celei de a zecea aniversări a proclamării Republicii Populare Romîne și pentru merite deosebite în îndeplinirea sarcinilor date de Partidul Muncitoresc Romîn, pentru merite deosebite pe tărîmul construcției de stat, economice, sociale, culturale și obștești”[16]
- Ordinul Muncii clasa I (28 martie 1962) „pentru merite în domeniul literaturii, cu prilejul împlinirii a 60 de ani de la naștere”[17]
- Ordinul Meritul Cultural clasa a II-a (1971) „pentru merite deosebite în opera de construire a socialismului, cu prilejul aniversării a 50 de ani de la constituirea Partidului Comunist Român”[18]
- Ordinul Meritul Cultural clasa I (1972)[19]
- Ordinul „Steaua Republicii Socialiste România” clasa I (27 aprilie 1977) „pentru îndelungată și rodnică activitate literară și obștească și contribuția adusă la opera de construire a socialismului în patria noastră, cu prilejul împlinirii vîrstei de 75 de ani”[20]
- Premiul Asociației Scriitorilor din Iași (1977)
- Premiul Special al Uniunii Scriitorilor (1978)

## In memoriam
- Casa în care a locuit poetul George Lesnea, din Iași, Str. Cloșca 16, a fost declarată monument istoric, cu Cod LMI: IS-IV-m-B-04329.[21]
- Cu ocazia sărbătoririi centenarului nașterii poetului, pe blocul Tarom din Iași, imobil în care reputatul epigramist a trăit în ultimul an al vieții și unde a și trecut la cele veșnice, la inițiativa filialei Iași a Uniunii Scriitorilor, a fost montată o placă comemorativă, dezvelită de academicianul Constantin Ciopraga.[22]

## Opera literară
Scrieri proprii
- Veac tânăr, Iași, 1931;
- Cântec deplin, București, 1934;
- Argint, București, 1938;
- Poezii, Iași, 1938;
- Cântec, București, 1940;
- Ceaslov, București, 1940;
- Izvod, București, 1943;
- Pomul vieții, Editura Cartea Moldovei, Iași, 1943;
- Treptele anilor, București, 1962;
- Versuri, prefață de Demostene Botez, postfață de Nicolae Manolescu, București, 1964;
- Ulcioare de piatră, Iași, 1969;
- Chipul din fântână, Editura: Junimea Iași, 1972;
- Poeme patriei, București, 1975;
- Poeme, cu un portret de Ionel Teodoreanu, ediție îngrijită și prefață de Zaharia Sângeorzan, Iași, 1977;
- Cântece de noapte, Iași, 1979;
- Pe-un prag de fum, ediție îngrijită de Dumitru Ignea, postfață de Val Condurache, Iași, 1983.

Traduceri
- Serghei Esenin, Poeme, prefață de Ionel Teodoreanu, Iași, 1937, Poezii, postfață Tamara Gane, București, 1957, Versuri - Stihi, ediție bilingvă, București, 1964, Scrisoare mamei, Iași, 1970, Poezii și poeme, prefață de Lucian Raicu, București, 1976;
- M.I. Lermontov, Demonul, Iași, 1939, Poeme, București, 1954, Versuri - Stihi, ediție bilingvă, București, 1964;
- Iosif Utkin, Tălmăciri, București, 1945;
- A.S. Pușkin, Poeme, București, 1947, Călărețul de aramă, București, 1949, Fântâna din Bakcisarai, București, 1949, Poltava, București, 1949, Povestea craiului Saltan..., București, 1949, Țiganii, București, 1949, Poezii, București, 1953, Opere alese, I, prefață de Tamara Gane, București, 1954, Evgheni Oneghin, București, 1955, Lirice, București, 1957, Poeme, București, 1957, Versuri, prefață de Tatiana Nicolescu, București, 1958, Versuri și proză, ediție îngrijită și prefață de Tatiana Nicolescu, București, 1965, Versuri, București, 1974;
- Serghei Mihalkov, Aveam treizeci de ani, București, 1949;
- E. Privalova, Corăbioara, București, 1949.

## Scrieri despre George Lesnea
- Grigore Ilisei: Cu George Lesnea prin veac, 191 pagini de interviuri cu poetul, cu ocazia împlinirii a 75 de ani de viață și 55 de ani de activitate literară, Editura Eminescu, 1977; Ediția a 2-a, rev. și adăug. 174 p. Editura Moldova, Iași, 1996 ISBN 973-572-054-X; Ediția a 3-a, format: A5, 184 p., Editura Alfa, Iași, 2002, ISBN 973-8278-01-5
- Florin Faifer, „Cu George Lesnea prin Iaṣii de odinioară", Convorbiri literare, Anul 93, nr. 5, 1987